# Arméns lejon
Arméns Lejon är en av den svenska försvarsmaktens uppvisningsgrupper. Den består av yrkesofficerare och medlemmar ur Frivilliga motorcykelkåren, FMCK. 
Arméns Lejon bildades i början av 1980-talet, och deras uppvisning är kanske mest känd genom förmågan att köra baklänges med hög precision. Utöver baklängeskörning förekommer också spektakulära hopp genom brinnande ringar. 
Motorcyklarna som användes var från början MC 258, en automatväxlad Husqvarna på 250 cc, och Arméns sannolikt sista specialanpassade motorcykel. 1996 införskaffades som ersättare ett antal 400 cc Husaberg.2002 förnyades cykelparken med ännu en Husaberg 400 cc. På denna cykel genomförde medlemmarna ett stort antal uppvisningar fram till och med säsongen 07 då den senaste Husaberg 450FE bytte ut den gamla från 2002. 
Arméns Lejon innehar världsrekordet i baklängeskörning; 14 förare i formation körde 17,5 km baklänges, 2001.
På grund av ekonomiska nedskärningar i Försvarsmakten har Arméns Lejon inte genomfört några uppvisningar under åren 2008 och 2009. Nu har Försvarsmakten tagit beslut att lägga ner uppvisningsgruppen.